# Szpak balijski
Szpak balijski (Leucopsar rothschildi) – gatunek średniej wielkości ptaka z podrodziny szpaków (Sturninae) w rodzinie szpakowatych (Sturnidae). Zamieszkuje indonezyjską wyspę Bali, według IUCN jest krytycznie zagrożony wyginięciem.

## Zasięg występowania
Szpak balijski występuje endemicznie w Taman Nasional Bali Barat, znajdującym się północno-zachodniej części wyspy Bali. W celach ochronnych introdukowany został na wyspie Nusa Penida, znajdującej się na południowy wschód od Bali.

## Taksonomia
Gatunek i rodzaj po raz pierwszy naukowo opisał w 1912 roku niemiecki ornitolog Erwin Stresemann na łamach Bulletin of the British Ornithologists’ Club. Jako miejsce typowe odłowu holotypu Stresemann wskazał Bubunan, na północnym wybrzeżu Bali. Holotypem była dorosła samica o numerze katalogowym 352, odłowiona 24 marca 1911 roku i znajdująca się w kolekcji Stresemanna. Gatunek monotypowy.

### Etymologia
Nazwa rodzajowa: gr. λευκος leukos „biały”; ψαρ psar, ψαρος psaros „szpak”. Epitet gatunkowy jest eponimem honorującym barona Waltera Rothschilda, angielskiego ornitologa i założyciela Muzeum Historii Naturalnej w Tring.

## Morfologia
Długość ciała osobników znajdujących się w niewoli wynosi około 25 cm; masa ciała 70–115 g. Upierzenie szpaka balijskiego jest białe z wyjątkiem czarnych końcówek sterówek i lotek. Od czoła aż do karku ciągną się długie, szczeciniaste pióra, które mogą być prostowane. Tęczówka szara, biaława lub brązowa, naga skóra wokół oczu i za okiem koloru jasnobłękitnego. Dziób szary lub brązowy, końcówka dzioba żółtawa; nogi koloru niebieskiego. Samica podobna do samca, lecz wydłużone pióra na głowie są krótsze niż u samca. Młode ptaki mają znacznie krótszy grzebień na głowie, mogą też mieć ciemny odcień na tyle ciała i odrobinę koloru cynamonowego na skrzydłach.

## Ekologia

### Siedlisko, zachowanie i pokarm

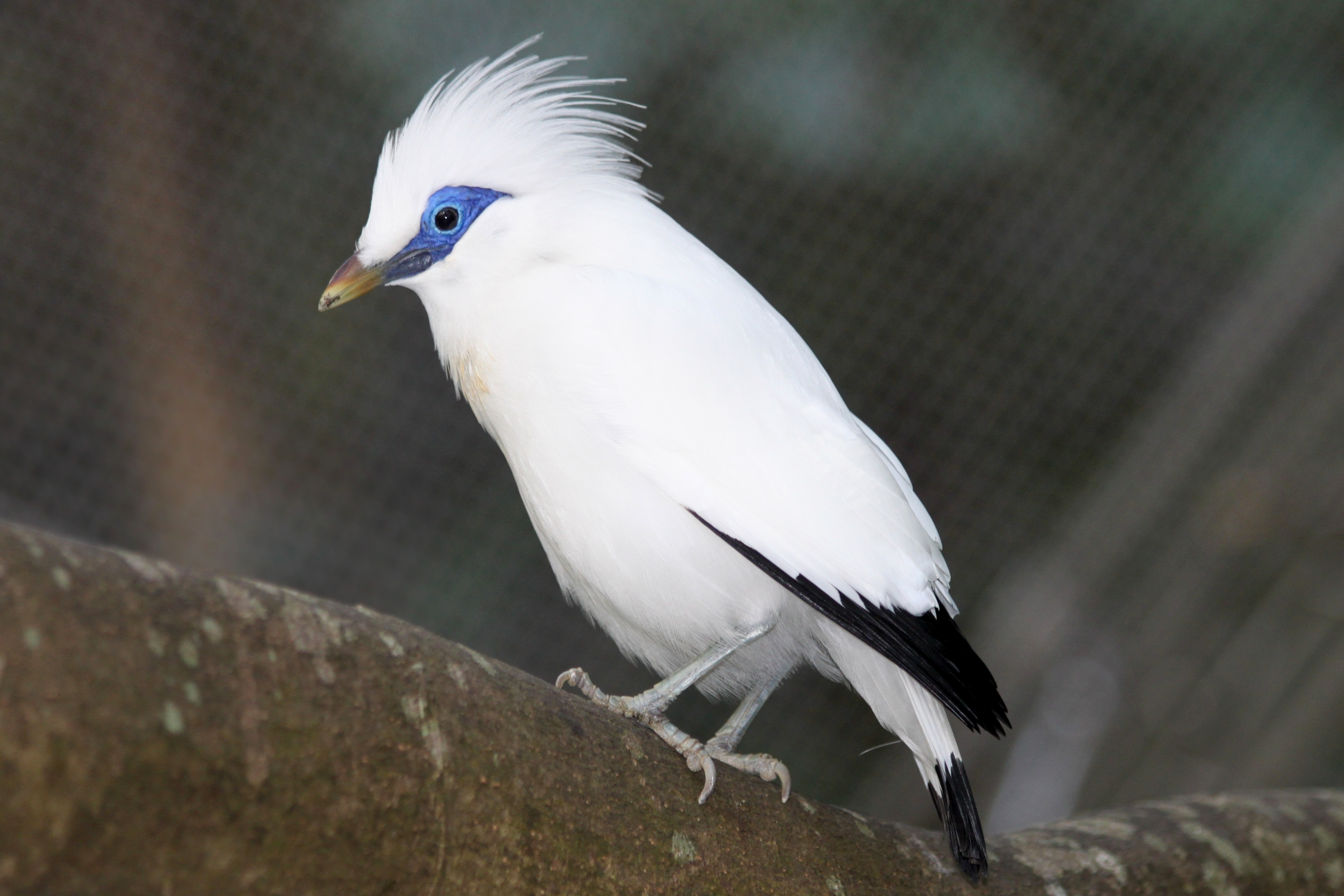
Szpak balijski z nastroszonymi piórami na głowie

Szpak balijski jest ptakiem osiadłym, zamieszkującym otwarte lasy z trawiastym podszytem, unikającym zamkniętych, lesistych terenów. Pieśń szpaka balijskiego składa się z wielu głośnych, gadatliwych nut, w tym gwiżdżących i przenikliwie głośnych tonów, którym towarzyszą strojenie wydłużonych piór na głowie oraz różne skłony. Śpiewają obie płci, często bez jakiegokolwiek powodu. W czasie lotu odzywają się głośnym „creer” lub „kwuk-kwi”; w stanie zagrożenia głośnym „tschick tschick tschick”. 
Szpak balijski jest gatunkiem wszystkożernym. Z pokarmu roślinnego spożywa zatwar cuchnący (Sterculia foetida), małe owoce lantany pospolitej (Lantana camara), Deeringia amaranthoides, Strychnus ligustrium, Passiflora foetida i Manilkara kauki oraz duże owoce figowca (Ficus), morwy (Morus) i melonowca właściwego (Carica papaya), spija także nektar z koralodrzewa (Erythrina). Z pokarmu zwierzęcego spożywa głównie owady (gąsienice motyli (Lepidoptera), mrówki (Formicidae), termity (Isoptera), ważki (Odonata) i prostoskrzydłe (Orthoptera)) oraz okazjonalnie skąposzczety (Oligochaeta) i małe gady. Pokarm zdobywa głównie na drzewach; zbiera również pokarm z ziemi, zwłaszcza podczas karmienia młodych. Dawniej obserwowano, jak w poszukiwaniu owadów siada na ssakach kopytnych.

### Lęgi
Okres rozrodczy przypada na porę deszczową, od stycznia do kwietnia. Szpaki balijskie są monogamiczne i więź między ptakami jest najprawdopodobniej długotrwała. Gniazdo budowane jest przez obie płci z suchych gałązek w naturalnym otworze drzewnym, zwłaszcza w starych dziuplach dzięciołów (Picidae), od 4 do 10 m nad ziemią; w niewoli szpaki akceptują skrzynki lęgowe. W zniesieniu 2–3 jaja, w niewoli zwykle 3; jaja o wymiarach 28–32x19–24 mm i masie 8,2 g są koloru niebieskozielonego, rzadko posiadają ledwo widoczne brązowe plamki. Jaja wysiadywane są głównie przez samicę przez okres 12–15 dni. Pisklęta po wylęgu ogrzewane są przez samicę i karmione przez oboje rodziców, okres gnieżdżenia wynosi zazwyczaj 22–24 dni, w niewoli do 28 dni. Młode karmione są przez rodziców do 7 tygodni po opuszczeniu gniazda, chociaż potrafią zdobywać już pokarm w 4–5 tygodniu po opuszczeniu gniazda. Sukces lęgowy w niewoli wynosi 68%; rozrodczość jest niska, ponieważ normalnie tylko jedno pisklę przeżywa do etapu pierzenia. Samice w niewoli powyżej 11 roku życia nie przystępują już do znoszenia jaj.

## Status zagrożenia i ochrona
W Czerwonej księdze gatunków zagrożonych Międzynarodowej Unii Ochrony Przyrody został zaliczony do kategorii CR (ang. Critically Endangered – krytycznie zagrożony wyginięciem). Gatunek o ograniczonym zasięgu: obecnie występuje tylko w lasach Bali. Wpisany do załącznika I konwencji waszyngtońskiej. Ptak ten jest chroniony prawem indonezyjskim od 1970 roku i od dawna jest rzadki. Po raz pierwszy gatunek ten odkryto w pierwszej dekadzie XX wieku; populacja tego o ptaka od tego czasu spadła drastycznie, a jego zasięg znacznie się skurczył. Głównymi przyczynami zaniku szpaka balijskiego było niszczenie jego siedlisk, przekształcanie terenów lesistych w plantacje kokosowe i kapokowe oraz osadnictwo ludzi. Na początku lat osiemdziesiątych dzika populacja liczyła 200 ptaków, lecz nielegalne kłusownictwo zmniejszyło tę liczbę do szacowanych 15 ptaków w 1990 roku i w sumie sześciu ptaków w roku 2001. W 2008 roku populacja szpaka balijskiego wzrosła do 24 ptaków, głównie w wyniku wypuszczenia osobników przetrzymywanych w niewoli jako część planu odbudowy populacji tego ptaka o nazwie Bali Starling. Ponad 1000 osobników jest przetrzymywanych w niewoli na terenie całego świata. Od 2006 roku do 2009 roku na małej wyspie Nusa Penida uwolniono w sumie 65 ptaków, co doprowadziło do powstania tam drugiej populacji; do 2011 roku udało się odchować co najmniej 62 pisklęta. Do 2014 roku dzika populacja ptaków na Bali liczyła 40 osobników, zaś na wyspie Nusa Penida odnotowano około 13 par hodowlanych. Uważa się, że stan dzikiej populacji liczy mniej niż 50 dojrzałych osobników. Dopóki nie zagwarantuje się bezpieczeństwa gatunkowego w Parku Narodowym Bali Barat, wydaje się, że jest niewielka szansa na przywrócenie dzikiej populacji na Bali. Istnieją plany legalizacji hodowli szpaka balijskiego i jego handlu w celu otwarcia rynku i ograniczenia nielegalnego handlu.